# Starker Verkehr
Starker Verkehr (englisch Heavy Traffic) ist ein US-amerikanischer Zeichentrickfilm von Ralph Bakshi, der im August 1973 uraufgeführt wurde. Die Europapremiere folgte November desselben Jahres in Schweden.

## Handlung
Der Film erzählt die Geschichte des 22-jährigen Michael Corleone, eines Italo-amerikanischen New Yorkers. Michael wohnt noch bei seinen Eltern, die sich wegen der Frauengeschichten des Vaters Angelo „Angie“ streiten. Seine Mutter Ida ist eine strenggläubige Jüdin. Michaels Freundin Carole arbeitet als Barkeeper, die ihm immer wieder Drinks spendiert. Carole und Michael beginnen eine Affäre, nachdem Carole eine Beziehung mit dem kräftigen, jedoch beinlosen Shorty beendete. Beide beschließen, nach Chicago zu gehen, um ihr Glück in den dortigen Nachtclubs zu finden. Carole gibt sich als eine Prominente aus und Michael macht die Männer auf sie aufmerksam. Das Geschäft floppt jedoch, da ihr erster Kunde an einem Herzanfall stirbt. Danach steigen Michael und Carole ins Prostitutionsgewerbe ein. Bei dem ersten Kunden handelt es sich um einen Geschäftsmann mit viel Geld. Michael stürmt nach einem Zeichen Caroles ins Zimmer und erschlägt ihn mit einem Stahlrohr. Beide verschwinden mit dem Geld, doch Shorty, der ihnen gefolgt ist, erschießt Michael. Den Auftrag dazu gab Angelo Corleone, weil es in seiner Mafiafamilie nicht gut aussähe, wenn die Verwandtschaft mit Schwarzen zu tun habe. In der nächsten Szene sieht man Michael und Carole durch einen Park tanzen.

## Produktion
| Figur                     | Originalsprecher      | Deutscher Sprecher  |
| ------------------------- | --------------------- | ------------------- |
| Michael Corleone          | Joseph Kaufmann       | Thomas Danneberg    |
| Angelo Corleone/Angie     | Frank DeKova          | Edgar Ott           |
| Ida Corleone              | Terri Haven           | Helen Vita          |
| Carole                    | Beverly Hope Atkinson | Barbara Ratthey     |
| Shorty                    |                       | Eduard Wandrey      |
| Barbesitzer Mario         |                       | Joachim Kerzel      |
| Molly                     | Mary Dean Lauria      | Edeltraut Elsner    |
| Rosa                      | Lillian Adams         | Helen Vita          |
| Der Pate                  |                       | Richard Haller      |
| 1. Mafioso                | Candy Candido         | Hans Schwarz        |
| Schneeflöckchen/Snowflake | Jim Bates             | Joachim Kemmer      |
| Bongo                     |                       | Heinz-Theo Branding |
| Crazy Moe                 | Charles Gordone       | Holger Kepich       |
| Mr. Quickly               |                       | Herbert Weissbach   |
| Jerry                     | Peter Hobbs           | Klaus Miedel        |

Im Film wurde viel damit experimentiert, die gezeichneten Figuren vor einem realen Hintergrund agieren zu lassen. Oft gibt es auch Szenen, wie z. B. die Pinballsequenzen, in denen auch die Figuren von echten Schauspielern gespielt werden. Als Schauspieler agieren hier Joseph Kaufmann als Michael Corleone und Beverly Hope Atkinson als Carole. Dies ist einer der Filme Ralph Bakshis, in denen Real- und Zeichentrickfilm vermischt sind. Ein anderes Beispiel dafür ist der Film Cool World, in dem echte Menschen in einer Cartoonwelt agieren.

## Veröffentlichung & Rezeption
Die deutsche Erstaufführung des Films war am 7. März 1974. Für die Synchronfassung war Joachim Kunzendorf verantwortlich. In Deutschland ist der Film auf VHS erschienen, auf DVD in den Sprachen Englisch, Italienisch und Jiddisch. Im Jahr 2012 ist eine DVD in deutscher Sprache von WVG-Medien herausgebracht worden.
Der Film gilt als größter kreativer Erfolg von Regisseur Ralph Bakshi. Der US-amerikanische Aggregator Rotten Tomatoes erfasst 89 % wohlwollende Kritiken in der Fachpresse. Das Lexikon des internationalen Films meinte allerdings:

„[In Starker Verkehr] werden die Gedankenfetzen zwar formal geschickt aus Zeichentrickfiguren und verfremdeten Negativ-Realfilmteilen zu einem Abbild der amerikanischen Slum-Gesellschaft der Dirnen und Gangster collagiert; die angestrebte Auseinandersetzung mit urbanen Lebensformen geht jedoch größtenteils in billigem Klamauk, Sex und brutaler Gewalt unter.“